# Nezumia semiquincunciata
Nezumia semiquincunciata är en fiskart som först beskrevs av Alcock, 1889.  Nezumia semiquincunciata ingår i släktet Nezumia och familjen skolästfiskar. Inga underarter finns listade i Catalogue of Life.